# 1867 au Nouveau-Brunswick
Chronologie du Nouveau-Brunswick
- 1863
- 1864
- 1865
- 1866
- 1867
- 1868
- 1869
- 1870
- 1871

Cette page concerne des événements d'actualité qui se sont produits durant l'année 1867 dans la colonie puis dans la province canadienne du Nouveau-Brunswick.

## Événements
- Création du Parti progressiste-conservateur du Nouveau-Brunswick.
- L'équipe Paris crew de Saint-Jean gagne une course d'aviron à l'Exposition universelle de 1867 à Paris.
- Fondation de la brasserie Moosehead Breweries.
- 5 mars : fondation du journal Le Moniteur acadien.
- 1er juillet :
  - Le Nouveau-Brunswick intègre le dominion du Canada par l’Acte de l'Amérique du Nord britannique. Il cesse d'émettre ses propres dollars.
  - Charles Hastings Doyle devient lieutenant-gouverneur du Nouveau-Brunswick.
- 16 août : Andrew Rainsford Wetmore devient premier ministre du Nouveau-Brunswick.
- 7 août au 20 septembre : à la première élection générale canadienne, les libéraux remportent 12 sièges dans la province, les libéraux-conservateurs 2 et les conservateurs 1. Auguste Renaud devient le premier acadien à être député à la Chambre des communes du Canada.
- 28 octobre : Francis Pym Harding succède à Charles Hastings Doyle comme lieutenant-gouverneur du Nouveau-Brunswick.

## Naissances
- 2 mai : Thomas Wakem Caldwell, député.
- 3 décembre : William John Bowser, premier ministre de la Colombie-Britannique.

## Décès
- Vital Hébert